# Haličská sovětská socialistická republika
Haličská sovětská socialistická republika byl státní útvar vzniklý na území Haliče dobytém Rudou armádou při polsko-sovětské válce v roce 1920.
Republika byla založena a spravována Haličským revolučním výborem (Galrevkom), provizorní vládou pod taktovkou Sovětského Ruska. Hlavním městem byla Ternopol, kde výbor zasedal. Faktickým vládcem Haličské SSR byl předseda Galrevkomu Vladimir Zatonskij. Již v září 1920 však byla Rudá armáda vytlačena z území Haliče a sovětská republika zde tak zanikla. Rižským mírem z roku 1921 pak byla Halič připojena k Polsku.